# Canhotinho
Canhotinho est une municipalité brésilienne située dans l'État du Pernambouc.